# Farkas Zoltán (politikus)
Farkas Zoltán (Szeghalom, 1963. november 7.) Fideszes országgyűlési képviselő 2010-2014 között, a Békés Megyei Közgyűlés tagja 2006-2014 között, alelnökként 2006-2010, elnökként 2010-2014 között.

## Élete

### Gyermek- és ifjúkora
Farkas Zoltán 1963-ban született Szeghalmon, ahol általános iskolai, majd középiskolai tanulmányait is végezte. 1992-ben az ORFK Oktatási Kiképzési Központjában bűnügyi nyomozó képesítést szerzett. 2000-ben biztonságszervező szakképesítést szerzett a Budapesti Műszaki és Gazdaságtudományi Egyetem Mérnök Továbbképző Intézetében. 2003-ban a Tessedik Sámuel Főiskola gazdasági főiskolai karán 2003-ban személyügyi szervező képesítést szerzett.

### Politikusként
1998-ban indult az önkormányzati választásokon Szeghalmon a Fidesz jelöltjeként, de csak az 1999. márciusi időközi választásokon tudott egyéni mandátumot szerezni egy szeghalmi választókerületben. Választókerületében 2002-ben és 2006-ban is a többség támogatását élvezte. 2002-ben felkérték, hogy legyen a Békés Megyei Közgyűlés Gazdasági Bizottságának külsős tagja. 2006-ban bekerült a Békés Megyei Közgyűlésbe, amelynek alelnökévé választották. 2010-ben Szeghalom, azaz a Békés megyei 4. sz. országgyűlési egyéni választókerület képviselőjeként az Országgyűlés tagja lett. Választókerülete a 2011-es választási törvény értelmében 2014-ben egyesült a gyulai választókerülettel, létrehozva a Gyula központú Békés vármegyei 3. sz. országgyűlési egyéni választókerületBékés megyei 3. sz. országgyűlési egyéni választókerületet, amelynek Szeghalom is része lett, így Szeghalom elvesztette külön képviseletét a parlamentben. Így Farkas Zoltán is kiesett a parlamentből, hiszen a választókerület képviselője Kovács József Dezső (Fidesz-KDNP) lett. 2014-ben Farkas Zoltánt Zalai Mihály (Fidesz-KDNP) váltotta a Békés Megyei Közgyűlés élén, a párton belüli szervezkedések következtében. Farkas Zoltán nem is került fel a Fidesz-KDNP Békés megyei listájára.

## Magánélete
Nős, két gyermek édesapja.